# Reichszentrale für Pelztier- und Rauchwarenforschung

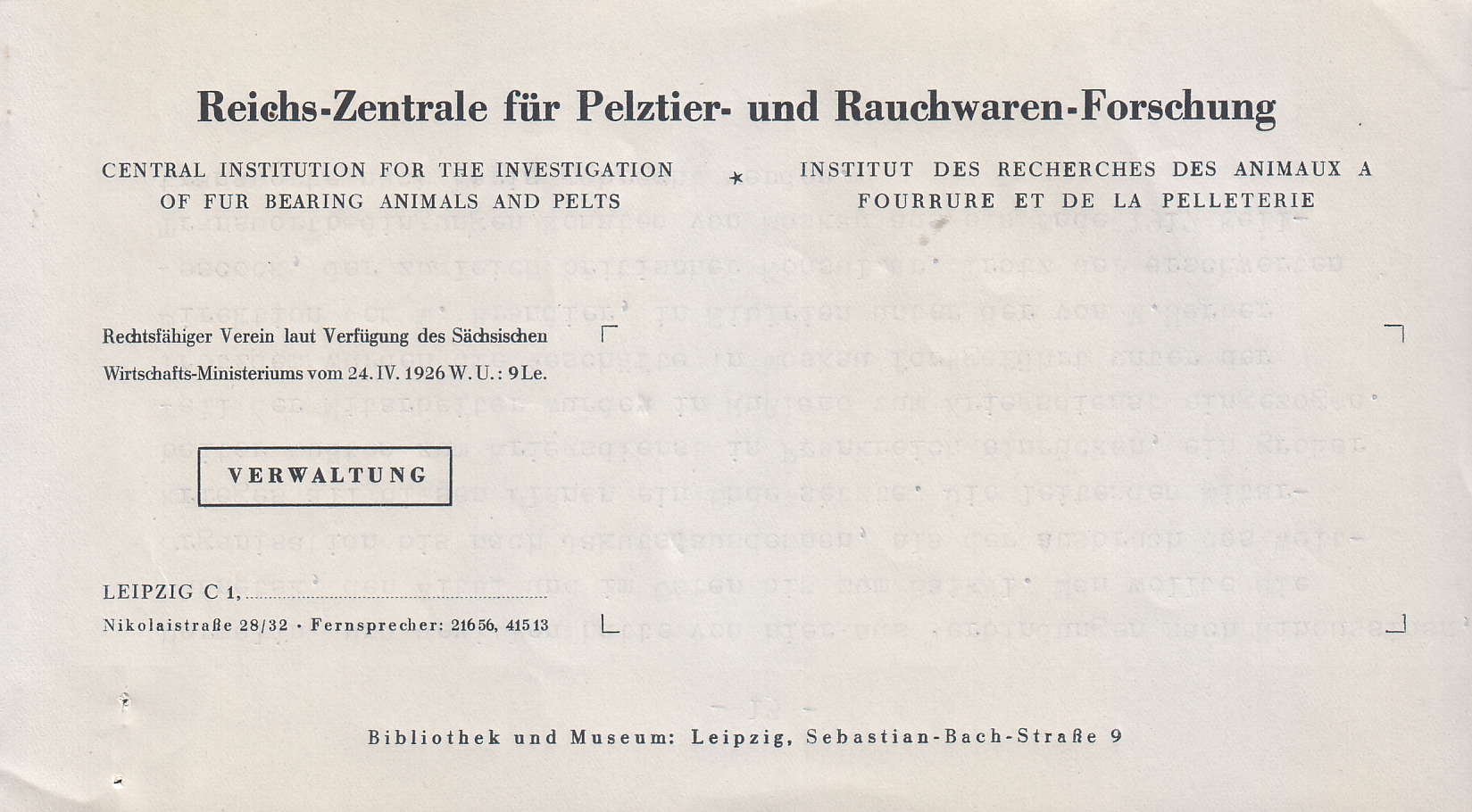
Briefkopf und -fuß der Reichs-Zentrale

Die Reichszentrale für Pelztier- und Rauchwarenforschung e. V. befand sich am Leipziger Brühl, einem der zu seiner Zeit drei größten Welthandelsplätze für Pelzfelle (Rauchwaren) und Pelze, neben den Zentren London mit dem Beaver House sowie dem New Yorker Fur District. Sie widmete sich, laut dem wesentlichen Punkt ihrer Satzung, der „Förderung und Forschung der Hege, Haltung und Zucht von Pelztieren sowie von Untersuchungen über Pelztierfelle und deren Verwertung“. Sie wurde am 9. April 1926 gegründet und vereinigte die in der deutschen Pelzbranche tätigen Wissenschaftler, Züchter und Händler.
Der Gründungsname war, jedoch bereits Ende Oktober 1926 geändert, Reichs-Zentrale für Rauchwaren- und Pelztierforschung. Die Geschäftsstelle der Reichszentrale befand sich noch 1943 in Steibs Hof, Nikolaistraße 28–32, dem Geschäftshaus des Pelzhändlers Friedrich Erler, ihre Bibliothek 1930 in stadteigenen Räumen in der zweiten Etage der Zentralstraße 3.

## Institution
Durch staatliche Verleihung hatte die Reichszentrale den Charakter eines rechtsfähigen Vereins. Die Organe waren die Mitgliederversammlung, der Vorstand und die Geschäftsführung (Verwaltung). Die Geschäftsführung bestand aus dem geschäftsführenden Vorsitzenden und dem Geschäftsführer. Diese Ämter bekleideten von der Gründung an bis zur Einstellung der Tätigkeit der Institution Walter Krausse als Geschäftsführender Vorsitzender, aus der Rauchwarengroßhandlung Friedr. Erler, und Dr. Paul Schöps als Geschäftsführer. Die Betreuung der Bibliothek oblag einem Kustos; über ein Jahrzehnt bis zum Ende des Zweiten Weltkriegs war das Dr. Rudolf Fritzsche. Jährlich einmal war der Mitgliederversammlung über den Geschäftsverlauf Rechenschaft zu geben.

## Aufgaben
Um die Zeit der Gründung der Reichszentrale wurden in erheblichem Ausmaß Edelpelztier-Farmen geschaffen. Vor allem Silberfüchse wurden gezüchtet, die zeitweilig abnorm hohen Fellpreise erzeugten eine Art Goldgräberstimmung. Bald kamen Zuchten von Nerzen, Sumpfbibern, Steinmardern und Skunks dazu. Es bestand ein dringender Beratungsbedarf für die zum größten Teil völlig unbedarften Züchter. Der Handel wünschte eine Verbesserung der anfangs geringen Qualität der deutschen Silberfuchsfelle und hatte ein Interesse an der Vergrößerung des Fellaufkommens. Während des vergangenen Ersten Weltkrieges hatte man sehr negative Erfahrungen mit der Kaninchenhaltung gemacht, mit einer Professionalisierung der Beratung der Edelpelztierzucht sollte dies künftig vermieden werden.
Die einzelnen Aufgabenkreise der Reichszentrale für Pelztier- und Rauchwarenforschung waren laut Satzung vom 9. April 1926:
1. Förderung von Untersuchungen über Pelztierfelle und deren Verwertung.
2. Förderung und Erforschung der Hege, Haltung und Zucht
Der Zweck sollte dabei insbesondere erreicht werden durch:
a) Unterstützung aller Bestrebungen, die ein Aussterben der vom Rauchwarenhandel begehrten Pelztiere verhindern soll.
b) Materialsammlung über mit Pelztieren gemachte Zuchterfahrungen.
c) Auswertung der Zuchterfahrungen unter Mitarbeit berufener Vertreter der praktischen Tierzucht und einschlägigen Wissenschaft.
d) Forschung auf dem Gebiete der Pelzveredlung.
e) Bereitstellung von Mitteln zur Durchführung für in der Richtung des Vereinszweckes liegende Untersuchungen.
Zur Unterstützung für besonders geeignet erachtet gelten Institute der Biologie, Chemie, Tierzucht, Vererbungswissenschaft und Zoologie der Universitäten, Technischen und Tierärztlichen Hochschulen, Forst- und Landwirtschaftlichen Hochschulen sowie Fachschulen und Fachinstitute.
Daneben können andere Stellen für bestimmte Aufgaben, deren Lösung den Interessen des Vereins wesentlich dient, Zuwendung und Unterstützung erhalten.
f) Aussetzen von Preisen (unter anderem auch Beisteuerung zu den Druckkosten) für verdienstvolle Arbeiten aus Gebieten, die den Verein besonders beschäftigen.
Die Reichszentrale bot den Züchtern eine kostenlose juristische Beratung an, die jedoch nur selten genutzt wurde, „obgleich man merkwürdige Geschäftspraktiken zu Gehör bekam. So bestellte ein Farmer auf einer Postkarte in Amerika ein Paar Silberfüchse zum Preis von 11.000 RM. Den Juristen grauste es im nachhinein“. Mehr angenommen wurde die Zuchtberatung. Von der Reichszentrale war bereits am 1. Juni 1926 eine Forschungsstelle für Pelztierkunde geschaffen worden. Die Leitung hatte Heinrich Prell übernommen, Professor an der Forstakademie Tharandt und Berater der Silberfuchsfarm Hirschegg-Riezlern im Kleinwalsertal. Mit der Landesregierung wurde eine Angliederung der Forschungsstelle an das Zoologische Institut der Forstakademie vereinbart, so dass deren Forschungskapazität für die Belange der Pelztierzucht genutzt werden konnte. Eigentlich nur eine Servicenebenleistung sollte dabei die Beratung der Farmer sein. Es stellte sich jedoch heraus, dass gerade hier eine teils erschreckende Unwissenheit und ein hoher Bedarf bestand. Prell konzipierte ein Zuchtbuch und einer seiner Mitarbeiter, der Zoologe Wolfgang Stichel, übernahm dessen Führung. Am 1. Mai 1927 wurde die Zuchtbuchstelle zu einer unabhängigen Einrichtung des Reichsverbandes Deutscher Silberfuchs- und Edelpelztierzüchter erklärt und nach Leipzig verlegt, sie gehörte dabei weiterhin zur Reichszentrale.
In der Regel beteiligte sich die Reichszentrale nicht direkt an den Forschungen. Sie sah sich vielmehr als zentraler Knotenpunkt innerhalb eines Forschungsnetzwerks. Sie brachte Experten zusammen, die sich mit wissenschaftlichen, wirtschaftlichen oder praktischen Grundlagen der Pelztierzucht befassten. Eine Ausnahme bildete die Versuchsfarm bei Connewitz, südlich von Leipzig.
Die unregelmäßig erschienene Publikationsreihe „Schriften der Reichs-Zentrale für Pelztier- und Rauchwarenforschung“ bot Fachleuten die Möglichkeit zur Veröffentlichung. Zu den Stammautoren gehörten Heinrich Prell, Reinhard Demoll, Paul Schöps und Curt Sprehn. Neun Jahre lang gab die Reichszentrale die Zeitschrift „Deutsche Pelztierzucht“ heraus, 1926 in „Die Pelztierzucht“ umbenannt, bis sie durch die Konkurrenz von Demolls „Der deutsche Pelztierzüchter“ verdrängt wurde.
Das Archiv und die Bibliothek enthielt nahezu lückenlos allgemeine und spezielle Werke des Rauchwarenhandels, der Zurichtung und Färberei, der Kürschnerei und Pelzkonfektion, der Säugetierkunde, der Tierzucht und dergleichen mehr, wie auch sämtliche Fachzeitschriften.

## Geschichte
Ende des 19. Jahrhunderts entwickelte sich außerhalb der regionalen Trachten eine separate Pelzmode. Pelzjacken und -mäntel wurden dabei erstmals bevorzugt mit dem Haar nach außen getragen. Die Erfindung der Pelznähmaschine und der Beginn einer Pelztierzucht um die Wende zum 20. Jahrhundert ermöglichten eine wesentliche Kostenverringerung der Pelzherstellung und eine Vergrößerung des Angebots.

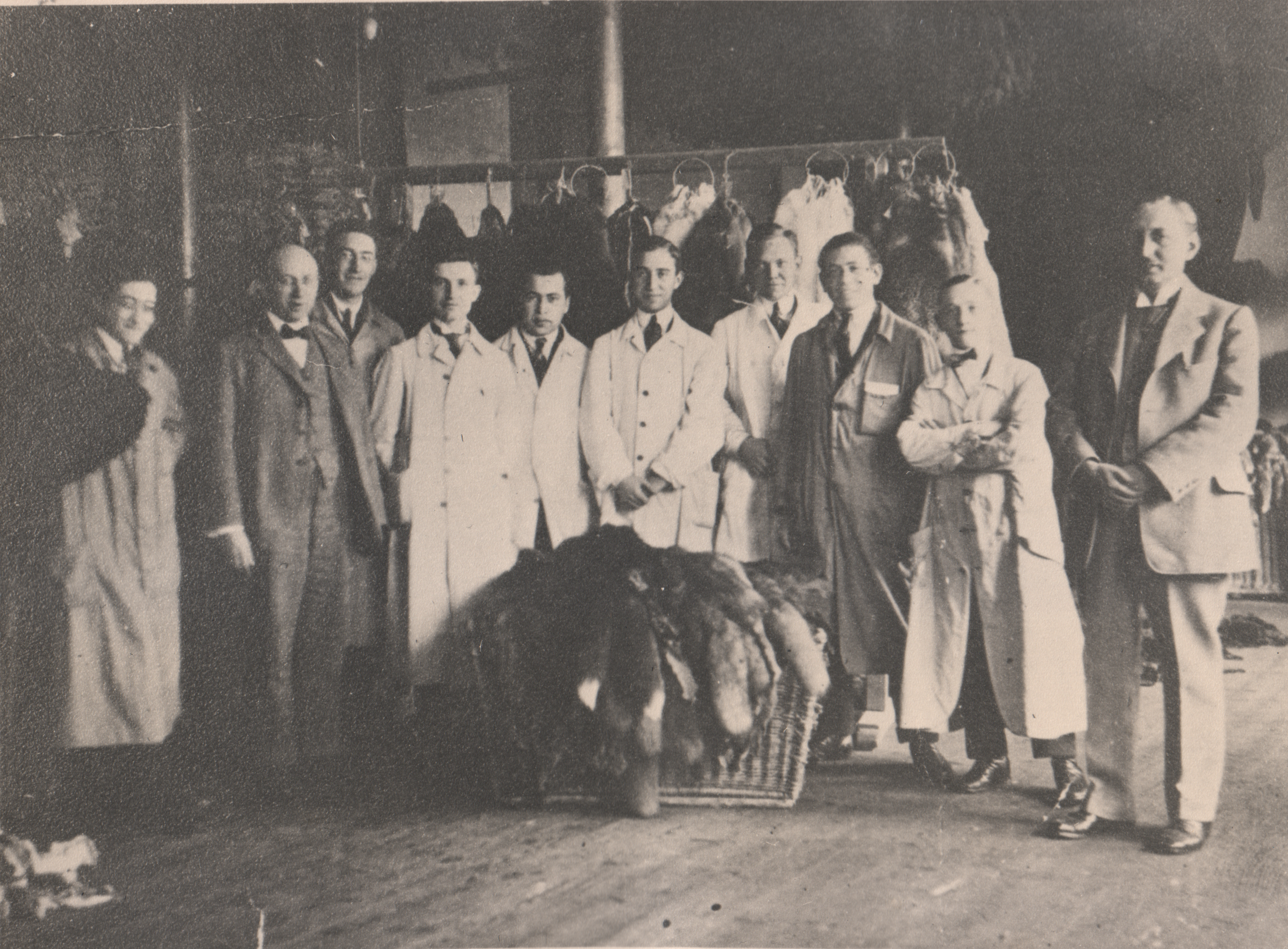
Leipziger Rauchwarenhändler mit Silberfuchsfellen (vor 1936)

Von 1925 an fand insbesondere in Kürschner- und Jagdzeitschriften eine Werbung statt, die traumhafte Gewinne versprach, wenn man eine Silberfuchszucht begänne oder sich wenigstens an einer solchen beteilige. Es wurde regelrecht eine „Silberfuchsbewegung“ ausgelöst. In einem DDR-Fachbuch hieß es 1960 rückblickend: „Beschäftigungslose, Techniker, Kaufleute, Beamte, Künstler, alleinstehende Frauen, Offiziere, Landwirte und Industrielle traten einzeln oder in Gruppen dem Kreis der Pelztierzüchter bei. Sie traten bei mit Namen und Geld, nicht aber mit Rat und Tat.“
Robrecht Declercq bezeichnete die Entwicklung der Pelztierzucht seit ihrem Beginn zum Anfang der 1920er Jahre in Deutschland als spektakulär. Mitte der 1930er Jahre kamen allein von hier bereits jährlich etwa 20.000 der vorher seltenen und daher kostbaren Silberfuchsfelle in den Handel, dem vierfachen des Weltangebots vor dem Ersten Weltkrieg. Es war jedoch abzusehen, dass „die noch unerfahrenen, allerlei Versuchungen ausgesetzten Farmer“, viele Fehler machen würden und die Felle hohen Ansprüchen nicht genügen würden. Dabei war es möglich, unter richtiger Anleitung in der Zucht bessere Felle zu erzielen als in der freien Wildbahn. Analog zu den staatlichen Forschungsanstalten für Pelztierkunde in den U. S. A. und in Kanada wurde dies für Deutschland die Aufgabe der am 9. April 1926 gegründeten Reichszentrale für Pelztier- und Rauchwarenforschung. Ihre Rechtsfähigkeit erhielt sie durch Verleihung des Sächsischen Wirtschaftsministeriums am 24. April 1926; die Aufsicht versah laut Satzung die Handelskammer Leipzig.
Der Sitz der Reichs-Zentrale für Pelztier- und Rauchwarenforschung war das Pelzzentrum des Leipziger Brühl, einer der drei ehemals weltgrößten Handelsplätze für Pelzfelle, wo auch die Idee für ihre Gründung entstanden war. Die wirkliche Durchführung der Gründung der Reichszentrale ist der Initiative von Werner Krausse aus der Firma Friedrich Erler zu verdanken, der auch sonst in der Branchenorganisation sehr tätig war. Krausse war unter anderem Urheber und Verfechter der Schaffung einer Höheren Rauchwaren-Fachschule und hatte sich ganz für besonders für die Schaffung eines Rauchwarenhauses in Leipzig eingesetzt, in dem unter anderem das Museum für Pelztier- und Rauchwarenkunde hätte untergebracht werden sollen. Er wurde der Gründer und Leiter der Reichszentrale. Im Jahr 1929 war der Leiter der Reichszentrale Paul Schöps. Philipp Manes schrieb, anscheinend abweichend, dass die Reichszentrale bei ihrer Gründung im Jahr 1926 „dem eifrigsten Förderer der Idee, Herrn Dr. Paul Schöps, unterstellt“ wurde.
Im Pelzzentrum um den Brühl hatte man für das lange fehlende Engagement der Leipziger Universität zum Thema Pelztierzucht kaum Verständnis, zumal sich die Forstakademie Tharandt, aber auch die benachbarte Universität Halle „beispielhaft engagierten“. Erst zehn Jahre nach Gründung der Versuchszüchterei für Silberfüchse und vier Jahre nach Ausweitung der Pelztierzucht auf Nerze, Sumpfbiber und andere Pelztiere am Tierseucheninstitut wurde an der Universität eine Abteilung für Parasitenkunde und Pelztierkrankheiten eingerichtet.
Beihilfen zur Durchführung ihrer Arbeiten bekam das Institut vom Reichsministerium des Innern, vom Preußischen Landwirtschaftsministerium, vom Sächsischen Wirtschaftsministerium, dem Rat der Stadt Leipzig, der Handelskammer Leipzig und von einzelnen Verbänden, von denen 1931 besonders der Reichsverband der deutschen Rauchwarenfirmen und der Reichsverband Deutscher Silberfuchs- und Edelpelztier-Züchter genannt wurden, sowie durch Beiträge der Mitglieder. Das anfängliche Budget betrug 20.000 Reichsmark, wovon die Firmen 3500 Mark zur Verfügung stellten (die Fur Merchants Association 2000 Mark und verschiedene Firmen 1500 Mark). Die Hauptsponsoren waren die Leipziger Handelskammer und das sächsische Wirtschaftsministerium. 1927 stieg das Gesamtbudget auf 28.000 Mark, aus Mitteln der Pelzindustrie kamen davon 6000 Mark.
Die Geschäftsräume befanden sich zu Beginn im Haus der Pelzhandelsfirma Friedrich Erler & Co. Das Forschungszentrum wurde von fest angestelltem Personal betrieben. Paul Schöps war neben seiner leitenden Stellung in der Reichszentrale Syndikus und Mitinhaber der Firma Erler. Im Jahr 1926 gründete Schöps einen eigenen Fachverlag für Pelzliteratur, der noch bis in die 1970er Jahre bestand. Das mehrfach jährlich herausgegebene Journal „Das Pelzgewerbe“ erschien von 1950 bis 1973. Hier wurden in der Tradition der Reichszentrale weiterhin Beiträge verschiedener Fachrichtungen der Pelzbranche zusammengeführt.
Im November 1927 rief die Reichszentrale zur Mitarbeit und für Sachspenden für ein zu schaffendes Pelzmuseum auf, das anfangs provisorisch im Haus der Reichszentrale auf der Zentralstraße untergebracht war. Acht Jahre später zog die inzwischen ansehnliche Sammlung in die Savièrsche Schule um. Sie wurde unter die Obhut der Stadt gestellt und als „Städtisches Pelzmuseum“ verwaltet. Zweckmäßigerweise befanden sich dadurch die Bibliothek, das Archiv und die Deutsche Kürschnerschule in einem Gebäude.
Die eher knappe Finanzierung wirkte sich entsprechend auf die Organisation aus. Eine mehr oder weniger ständige, elfköpfige Expertengruppe befasste sich hauptsächlich mit der Pelztierzucht. Fest zur Leipziger Reichszentrale gehörend, blieben sie ihren Heimatländern verbunden. Fünf Experten arbeiteten gleichzeitig in einer akademischen Einrichtung Leipzigs oder einer der Nachbarstädte. Der Zoologe Reinhard Demoll und der Züchter und Agrarwissenschaftler Heinz Henseler lebten in München, der renommierte und im Forschungsnetzwerk einflussreichste Genforscher Erwin Baur wirkte in Berlin-Dahlem. Die Reichszentrale gab der Erforschung der Pelztierzucht neue Anstöße, ein Großteil der Ausgaben floss direkt in diesen Bereich. 1927 erhielt das Zoologische Institut in Tharandt 6000 Mark, Direktor H. Prell bekam 1200 Mark für seine Forschungen in Amerika. Indem man nicht komplette Projekte bezahlte, sondern nur Zuschüsse gab, beispielsweise die Reisekosten erstattete, konnte man viele Forschungsprojekte in Gang setzen.
Die Silberfuchszucht finanzierte sich anfangs fast ausschließlich durch den Weiterverkauf von Zuchttieren, zu oft unrealistisch hohen Preisen. Auf die Fellqualität wurde dabei häufig ungenügend geachtet. Die Reichszentrale organisierte die ersten Silberfuchsfell-Auktionen und sorgte dadurch gleichzeitig für eine ernüchternde Einschätzung der am Markt zu erzielenden Erlöse der Felle. Nur die besten, in der ersten Auktion kaum vorhandenen Qualitäten, erzielten kostendeckende Preise. Allerdings fiel die Markteinführung der deutschen Pelztierzucht mit der Weltwirtschaftskrise der 1930er Jahre zusammen, was die hohen Gewinnerwartungen, zusammen mit der zunehmenden Produktion, zutiefst erschütterte.
Weitgehend ein Vertreter des Rauchwarenhandels, hatte die Leitung der Reichszentrale nicht nur die deutsche Pelztierzucht im Blickwinkel, vor allem ging es darum, die durch den Ersten Weltkrieg verloren gegangenen Beziehungen Leipzigs zu den Weltmärkten wieder aufzubauen. Das galt vor allem für den früheren Hauptlieferanten Russland. Die Experten der Reichszentrale sahen zurecht auch für die Pelztierzucht ein großes, bisher ungenutztes Potential in der Sowjetunion. Im Jahr 1929 wurde in der Nähe Moskaus unter der wissenschaftlichen Leitung des Deutschen Fritz Schmidt die staatliche Zoofarm Puschkino in Betrieb genommen, der sie sechseinhalb Jahre lang betreute. Außerdem arbeitete der Deutsche Friedrich Joppich neben seiner Tätigkeit in seiner Heimat zwischen 1928 und 1931 als fachlicher Berater beim Aufbau der Farm mit. Sie war die zentrale russische Lehrstelle und Ausbildungsfarm, zugleich verbunden mit einer großen Zuchtfarm für die Belieferung von hochwertigen Zuchttieren an andere neu errichtete Betriebe und einer umfassenden Versuchsfarm. Robrecht Declerq bemerkte dazu: „Anstatt ihre Forschungserkenntnisse von internationalem Interesse zu schützen, teilte das Leipziger Netzwerk diese mit den Russen“.
Noch vor der Universität Leipzig legte die Reichszentrale für Pelztier- und Rauchwarenforschung den Schwerpunkt auf eine praxisnahe Pelztierforschung, wohingegen sich im Jahr 1923 an der neu geschaffenen Veterinärmedizinischen Fakultät noch niemand mit der Pelztierzucht und den Pelztierkrankheiten befasste. Für Silberfuchszucht schuf die Reichszentrale eine Versuchsfarm im Connewitzer Wald. Das Gelände hatte der Rat der Stadt Leipzig zur Verfügung gestellt, der sich davon eine zusätzliche Attraktion für den Hirschpark versprach. Die Gründung der Versuchsfarm fiel mit einer Aufstockung des Institutsbudgets auf nahezu das Doppelte des bisherigen Betrags, auf 41.976 Mark, zusammen. 1928 wurde fast die Hälfte des Budgets für die Infrastruktur des Forschungsinstituts ausgegeben, 14.736 Mark wurden an assoziierte Professoren und Institutionen gezahlt. Die Nähe zu dem Naherholungsgebiet stellte sich jedoch als Nachteil heraus, da die vielen Ausflügler die Tiere ständig beunruhigten. In Dölitz schuf später die veterinärmedizinische Fakultät eine eigene Versuchsanstalt.
Die wohl weltweit bedeutendste und größte Selbstdarstellung der Pelzbranche war die Internationale Pelzfach-Ausstellung in Leipzig im Jahr 1930, deren Mitschöpfer ebenfalls Werner Krausse war. Während der Dauer der Ausstellung befand sich fast das gesamte Material auf der Ausstellung. Für die Bibliothek gab es dort einen Lesesaal, die Sammlungen waren auf die verschiedenen Abteilungen verteilt. Die Ausstellungsgruppe über die Pelztierzucht erfolgte durch die Reichszentrale für Pelztier- und Rauchwarenforschung.
Zur Zeit der Machtübernahme der Nationalsozialisten im Jahr 1933 hatte die deutsche Pelztierzucht einen beachtlichen Umfang erreicht. Da die staatlichen Mittel für die Reichszentrale für Pelztierforschung bereits 1932 stark gekürzt worden waren, versuchten die Rauchwarenhändler Paul Hollender und Walter Krausse die Reichszentrale der Universität Leipzig anzugliedern. Dort weigerte man sich jedoch, die Einrichtung innerhalb der Universität zu etablieren Die Reichszentrale blieb zwar auch unter den Nationalsozialisten unabhängig, spielte aber nun keine Rolle mehr. Weder die Unternehmen, noch öffentliche Einrichtungen waren bereit, das Forschungsinstitut zu finanzieren. Declercq bemerkte dazu, dass möglicherweise auch der boomende Erfolg zum Niedergang beigetragen habe, da die Betriebe keine Beratung mehr benötigten. Im Gegensatz zur Weimarer Verwaltung zeigten die Nationalsozialisten Verständnis für das in der Pelztierzucht liegende Potential. Staatlicher Dirigismus und der Fokus auf deutsche Selbstversorgung begünstigten Zuchtpelze und den Leipziger Pelzmarkt immer stärker. Die RAVAG, ein Leipziger Pelzhandelsunternehmen stellte 1935 fest, dass deutsche Produkte inzwischen auch auf dem Weltmarkt eine größere Rolle spielten.
Beim Bombenangriff auf Leipzig vom 4. Dezember 1943 wurde der Brühl nahezu vernichtet, die Feuer brannten anderthalb Wochen. Nur neun Gebäude überlebten von der einstigen „Weltstraße der Pelze“ und nur wenige der Teile der Sammlung der Reichszentrale für Pelztier- und Rauchwarenforschung und des Pelzmuseums konnten gerettet werden, teils unter Mithilfe der Knaben des Thomanerchores. Von ehemals 794 Rauchwarenfirmen am Brühl gab es nach Kriegsende noch 170.
Nach dem Krieg kümmerte sich in der DDR die Deutsche Akademie der Landwirtschaftswissenschaften zu Berlin um die Probleme der Pelztierzucht. Zu diesem Zweck richtete sie 1952 die Versuchsstation für Pelztierforschung Appelburg ein. Für Westeuropa übernahm die wissenschaftliche Forschung zur Pelztierzucht wesentlich die Universität Kopenhagen, Dänemark, wo sich bis 2024 das weltgrößte Pelzauktionshaus Kopenhagen Fur befand.Stand 2019